# Высший аудиовизуальный совет
Высший совет аудиовизуала (Conseil supérieur de l’audiovisuel) — в 1972—2021 гг. государственный орган Франции, до 17 января 1989 года назывался Национальная комиссия коммуникаций и свобод, до 1986 года — Главное управление аудивизуальных коммуникаций, в 1972—1982 гг. — Главный совет аудиовизуала (Haut Conseil de l’audiovisuel). Не подчинён никакому из ведомств.

## Деятельность
Высший совет аудиовизуала осуществляет:
- защиту французского языка и французской культуры в теле- и радиопередачах, кроме передач телекомпаний «Ля Шен Парламентер», «Арте Франс» и «Арте»;
- выдачу лицензий теле- и радиоорганизациям на вещание и их лишение;
- назначение руководителей государственных теле- и радиокоорганизаций (в 2000-2010 и в 2013-2021 гг. - президентов анонимного общества «Франс Телевизьон», в 1982-2010 гг. и в 2013-2021 гг. - президентов анонимного общества «Радио Франс», в 2013-2021 гг. - президентов анонимного общества «Франс Медиа Монд», в 1982-2010 гг. - президентов анонимных обществ «Франс 2» и «Франс 3», в 1982-1986 гг. - президента анонимного общества «ТФ1», в 1982-2010 гг. - президентов анонимного общества «РФИ»);
- назначение части членов контрольных органов государственных теле- и радиоорганизаций (в 2000-2021 гг. - административного совета анонимного общества «Франс Телевизьон», в 1975-2021 гг. - административного совета анонимного общества «Радио Франс», с 2008 года - административного совета анонимного общества «Франс Медиа Монд», в 1975-2010 гг. - административных советов анонимных обществ «Франс 2» и «Франс 3», в 1975-1986 гг. - административного совета анонимного общества «ТФ1», в 1982-2010 гг. - административного совета анонимного общества «РФИ», в 1972-1975 гг. - административного совета общественного учреждения «Управление французского радиовещания и телевидения»);
- назначение членов административного совета общественного учреждения «Национальный институт аудиовизуала»

## Правопреемники
1 января 2022 года объединён с Главным управлением распространения контента и защиты прав в Интернете в Управление по регулированию аудиовизуальных и цифровых коммуникаций.

## Формирование
3 члена совета назначались Председателем Сената, 3 — Председателем Национального собрания, председатель совета назначался Президентом Республики.